# Gypona fulva
Gypona fulva är en insektsart som beskrevs av Metcalf 1949. Gypona fulva ingår i släktet Gypona och familjen dvärgstritar. Inga underarter finns listade i Catalogue of Life.